# Joanna (canción de Kool & the Gang)
«Joanna» es el título de una balada interpretada por la banda estadounidense de R&B, soul y funk Kool & the Gang, se incluyó en su 15°. álbum de estudio, In the Heart (1983). La extinta empresa discográfica De-Lite/PolyGram la lanzó el 10 de octubre de 1983 como el sencillo principal del álbum.
La canción fue un éxito inmediato, en Estados Unidos llegó al número 1 en la Hot Black Singles y alcanzó el número 2 en la Billboard Hot 100 durante una semana. En Canadá también llegó al número 1 de la RPM Adult Contemporary en marzo de 1984. Además alcanzó el número 2 en la lista UK Singles Chart de Reino.

## Posicionamiento en listas
| Lista (1983–1984)                            | Máxima posición |
| -------------------------------------------- | --------------- |
| Alemania (Offizielle Deutsche Charts)        | 18              |
| Canadá (RPM Adult Contemporary)              | 1               |
| Estados Unidos (Billboard Hot 100)           | 2               |
| Estados Unidos (Adult Contemporary)          | 2               |
| Estados Unidos (Billboard Hot Black Singles) | 1               |
| Estados Unidos (Cash Box Top 100)            | 3               |
| Irlanda (IRMA)                               | 4               |
| Nueva Zelanda (Recorded Music NZ)            | 7               |
| Países Bajos (Mega Single Top 100)           | 1               |
| Reino Unido (UK Singles Chart)               | 2               |
| Sudáfrica (Springbok)                        | 21              |

### Sucesión en las listas
| Predecesor: «Time Will Reveal» de DeBarge | U.S. Billboard Hot Black Singles — Sencillo N°. 1 14 de enero de 1984 - 27 de enero de 1984 | Sucesor: «If Only You Know» de Patti LaBelle |